# Dante Ceccatelli
Dante Ceccatelli (ur. 14 lipca 1895 w Prato, zm. 13 marca 1936 tamże) – włoski zapaśnik walczący w stylu klasycznym. Olimpijczyk z Paryża 1924, gdzie zajął dwunaste miejsce w wadze półciężkiej.

## Letnie Igrzyska Olimpijskie 1924
| Konkurencja            | Rundy eliminacyjne | Rundy eliminacyjne    | Klas. końcowa |
| Konkurencja            | Przeciwnik I       | Przeciwnik II         | Miejsce       |
| ---------------------- | ------------------ | --------------------- | ------------- |
| 82,5 kg styl klasyczny | Béla Varga (HUN) P | Emil Wecksten (FIN) P | 12.           |